# Балка Норова
Балка Норова — ентомологічний заказник місцевого значення. Об'єкт розташований на території Оріхівського району Запорізької області, село Юрківка.
Площа — 70 га, статус отриманий у 1984 році.